# Zaphanera indicus
Zaphanera indicus es un hemíptero de la familia Aleyrodidae, con una subfamilia: Aleyrodinae.
Fue descrita científicamente por primera vez por Jesudasan & David en 1991.